# Yungay (Chile)
Yungay – miasto w Chile, w regionie Ñuble, w prowincji Diguillín. W 2017 roku liczyło 11 097 mieszkańców.